# كريستوف
كريستوف (بالفرنسية: Christophe)‏ هو مغني وكاتب أغاني ومغني فرنسي، ولد في 13 أكتوبر 1945 في جوفيزي سور أورج في فرنسا.

## وصلات خارجية
- الموقع الرسمي
- كريستوف على موقع IMDb (الإنجليزية)
- كريستوف على موقع ألو سيني (الفرنسية)
- كريستوف على موقع ميوزك برينز (الإنجليزية)
- كريستوف على موقع ديسكوغز (الإنجليزية)
- كريستوف على موقع ديسكوغز (الإنجليزية)
- كريستوف على موقع قاعدة بيانات الفيلم (الإنجليزية)